# フッ化マンガン(II)
フッ化マンガン(II)(Manganese(II) fluoride)は、マンガンとフッ素から構成される化学式MnF2で表される化合物である。明るいピンク色の結晶性固体で、この色はマンガン(II)化合物の特徴的な色である。マンガンやマンガン(II)を含む広範な化合物をフッ化水素酸で処理することにより得られる。特殊なガラスやレーザーを作るのに用いられる。